# Typeform
Typeform es una empresa española de software como servicio (SaaS) especializada en la creación de formularios y encuestas online. Su software principal crea formularios dinámicos basados en las necesidades del usuario. El software de Typeform ha sido utilizado por empresas como Apple, Airbnb, Uber y Nike. Typeform produce millones de formularios cada mes.

## Historia
Typeform fue fundada en 2012 por Robert Muñoz y David Okuniev. El software de Typeform se lanzó inicialmente en fase Alpha solo por invitación. El software se lanzó en fase Beta en abril de 2013, tras recaudar 550.000 euros en financiación inicial. La empresa generó 1,2 millones de euros adicionales en 2014.
El software de Typeform se lanzó oficialmente en febrero de 2014. En agosto de 2014, el software contaba con 100.000 usuarios. En octubre de 2015, la empresa recaudó 15 millones de dólares en una financiación de serie A dirigida por Index Ventures, con sede en Londres. Los inversores anteriores Point Nine Capital, Connect Ventures, RTA Ventures, el director general de Squarespace Anthony Casalena, el vicepresidente de crecimiento de Facebook Javier Olivan y Jay Parikh de Facebook también participaron en la ronda de financiación.
El 27 de junio de 2018, el equipo de ingeniería de Typeform tuvo conocimiento de que un tercero desconocido accedió al servidor de Typeform y obtuvo acceso a los datos de los clientes y los descargó. Los atacantes accedieron a las copias de seguridad de los datos de las encuestas realizadas antes del 3 de mayo de 2018. Más de 100.000 registros se vieron afectados.